# José Luis Zalde
José Luis Zalde (nombre artístico de José Luis Lizalde), (Ejea de los Caballeros, 1910-Madrid, 27 de enero de 1977) fue un actor y cantante español, activo en el teatro y la zarzuela.

## Biografía
Tenía dos años cuando sus padres, dedicados a la artesanía de la madera, fijaron su residencia en Zaragoza. Intentaron que su hijo continuara en esta profesión, pero el joven José Luis se inclinaba más bien por el teatro. En la Agrupación Artística Aragonesa destacó por su vis cómica y, ya como profesional, estuvo con la gran actriz María Gámez durante ocho años, de gira por toda España. Más tarde ingresó en las compañías de Carmen Díaz y de Manolo París. Pero fue en la zarzuela donde José Luis Zalde brillaría, especialmente de tenor cómico. En el Teatro Novedades de Barcelona, se presentó con Luis Calvo, y actuó allí varias temporadas. Tras ello, aceptó la dirección artística del Salón Oasis, de Zaragoza, donde montó el espectáculo Visto y Oído, con el que giró por toda España, tras obtener un memorable éxito en el Teatro Circo. Posteriormente se enroló en la Compañía de Angelillo cuando éste regresó a España tras su exilio, obteniendo un gran triunfo en Madrid, en el Teatro Calderón.
Como actor cinematográfico intervino en alrededor de setenta películas, entre las décadas de 1960 y 1970, a menudo en spaghetti wésterns y siempre en papeles secundarios y de reparto, e incluso sin acreditar.

## Filmografía
- Escuela de seductoras (1962)
- Las tres espadas del Zorro (1962)
- Torrejón City (1962)
- Cuatro bodas y pico (1963)
- Fuera de la ley (1963)
- Rififí en la ciudad (1963)
- Se necesita chico (1963)
- Isidro el labrador (1964)
- Escuela de enfermeras (1964)
- La colina de los pequeños diablos (1964)
- Un puente sobre el tiempo (1964)
- Dos caraduras en Texas (1965)
- El día de mañana (1965)
- El sheriff no dispara (1965)
- La cesta (1965)
- Más bonita que ninguna (1965)
- Un vampiro para dos (1965)
- Acompáñame (1966)
- La barrera (1966)
- Las últimas horas (1966)
- Por mil dólares al día (1966)
- Un beso en el puerto (1966)
- Zarabanda Bing Bing (1966)
- El halcón y la presa (1967)
- Alambradas de violencia (1967)
- Al ponerse el sol (1967)
- Cara a cara (1967)
- Con el viento solano (1967)
- El hombre que mató a Billy el Niño (1967)
- Héroes a la fuerza (1967)
- Las salvajes en Puente San Gil (1967)
- Cuidado con las señoras (1968)
- Operación Mata-Hari (1968)
- Salario para matar (1968)
- Villa cabalga (1968)
- Cuatro noches de boda (1969)
- El valor de un cobarde (1969)
- Esa mujer (1969)
- Las gatas tienen frío (1969)
- Los desesperados (1969)
- No somos ni Romeo ni Julieta (1969)
- Los compañeros (1970)
- Reverendo Colt (1970)
- Bastardo, vamos a matar (1971)
- El apartamento de la tentación (1971)
- Simón, contamos contigo (1971)
- La muerte llega arrastrándose (1972)
- Ligue story (1972)
- Los novios de mi mujer (1972)
- Viva la muerte... tuya (1972)
- Casa Flora (1973)
- Lo verde empieza en los Pirineos (1973)
- Un, dos, tres... dispara otra vez (1973)
- Y si no, nos enfadamos (1973)
- Bienvenido, Mister Krif (1974)
- ¡Caray, qué palizas! (1974)
- El insólito embarazo de los Martínez (1974)
- Fantasma en el Oeste (1974)
- Ambiciosa (1975)
- Cómo matar a papá... sin hacerle daño (1975)
- El extraño amor de los vampiros (1975)
- El libro de Buen Amor II (1975)
- País, S.A. (1975)
- Yo soy Fulana de Tal (1975)
- Zorrita Martínez (1975)
- El alijo (1976)
- El secreto inconfesable de un chico bien (1976)
- Gusanos de seda (1976)
- La lozana andaluza (1976)
- Uno del millón de muertos (1977)
- Los hijos de ... (1978)